# بنتي سآريكوسكي
بنتي سآريكوسكي (Pentti Saarikoski؛ إيمبيلهتي، 2 سبتمبر 1937 -- يوينسو، 24 أغسطس 1983) أحد أهم الشعراء في الساحة الأدبية الفنلندية خلال الستينات و السبعينات. ضمت أعماله الشعر و الترجمات من بينها كلاسيكيات مثل الأوديسة لهوميروس ويوليسيس لجيمس جويس .
وفقاً لسآريكوسكي ، كان هو الشخص الوحيد في العالم الذي ترجم يوليسيس لكل من هوميروس و جويس - الأمر المرجح أن يكون سارياً حتى اليوم. وعلاوة على ذلك ، استغرق عامين فقط بالنسبة له لترجمة هوميروس أوديسي من طبعة فيكتور بيرار ، وهو يعتقد أن إنجاز سريع إلى حد ما. من ترجماته الأخرى الهامة فن الشعر لأرسطو الحارس في حقل الشوفان جيروم ديفيد سالينغر.

## روابط خارجية
- بنتي سآريكوسكي على موقع IMDb (الإنجليزية)
- بنتي سآريكوسكي على موقع ميوزك برينز (الإنجليزية)
- بنتي سآريكوسكي على موقع أول ميوزيك (الإنجليزية)
- بنتي سآريكوسكي على موقع ديسكوغز (الإنجليزية)
- بنتي سآريكوسكي على موقع قاعدة بيانات الفيلم (الإنجليزية)
- بنتي سآريكوسكي على موقع كينوبويسك (الروسية)